# کلان‌شهر مستقل گیتس‌هد
کلان‌شهر مستقل گیتس‌هد (به انگلیسی: Metropolitan Borough of Gateshead) یک کلان‌شهر مستقل در انگلستان است که در تاین و ور واقع شده‌است.